# Art Buidhe MacMurrough-Kavanagh
Art Buidhe MacMurrough-Kavanagh (mort le 25 novembre 1517) (en irlandais Art Buidhe mac Domnaill Riabbaigh Mac Murchadha Caomhánach) est le 12e roi de Leinster de 1511 à 1517.

## Origine
Art Buidhe est le fils aîné de Domhnall Riabhach MacMurrough-Kavanagh. Sa mère est une fille anonyme de Sir Richard Butler of Polestown (en) (mort en 1443) et de Catherine O'Reilly.

## Règne
En 1511, à la mort de Murchadh Ballagh MacMurrough-Kavanagh, il lui succède et règne pendant 6 années. On ignore tout de lui sauf la mention laconique de sa mort dans les Annales des quatre maîtres « Mac Murrough (Art Boy, le fils de Donnell Reagh, fils de Gerald Kavanagh) meurt ». En fait il meurt le 25 novembre 1517 dans le couvent des frères franciscains de Enniscorthy. Toutefois ses descendants le Sliocht Airt Bhuidhe  resteront à la tête de l'opposition du pouvoir anglais dans leurs domaines jusqu'à la fin du siècle.

## Postérité
Art Buidhe laisse six fils dont: 
- Muircherteach, 16e roi de Leinster d'environ 1543 à 1547, lui même père de : 
  - Cathaoir Carrach, mort en 1538, grand-père de Domhnall Spainneach Mac Murrough Caomhanach ;
  - Art Buidhe Óg, mort après 1558.